# Duncan Cole
Duncan Edward Cole (ur. 12 lipca 1958 w Wielkiej Brytanii, zm. 21 maja 2014 w Auckland) – nowozelandzki piłkarz, reprezentant kraju grający na pozycji obrońcy.

## Kariera piłkarska
Karierę rozpoczął w 1978 w klubie North Shore United. W 1980 przeszedł do Canberra City. W 1982 powrócił do North Shore United. W 1983 powrócił do Canberra City. W 1984 ponownie grał w North Shore United. W 1988 zakończył karierę piłkarską.

## Kariera reprezentacyjna
Karierę reprezentacyjną rozpoczął w 1978. W 1982 został powołany przez trenera Johna Adsheada na Mistrzostwa Świata 1982, gdzie reprezentacja Nowej Zelandii odpadła w fazie grupowej. Karierę zakończył w 1988, w której zagrał w 58 spotkaniach i strzelił 4 bramki.